# Kato
Kato (Cahto) je pleme Athapaskan Indijanaca na najgornjim tokovima South Fork of Eel Rivera, Kalifornija, odnosno u dolinama Cahto i Long, okrug Mendocino. Prema Powersu Kato se sastoje od tri skupine, to su Kai-Pomo, Kastel-Pomo i Kato-Pomo. Kulturno su nalik Pomo Indijancima, ali po jeziku pripadaju Atapaskima, i pobliže Wailakima. Sami sebe oni nazivaju Tlokeang. Od drugih naziva za njih postoji Laleshiknom, kako su ih nazvali Yuki. –Kato Indijanci imali su oko 50 sela (Swanton), ali njihovi nazivi nisu se sačuvali. Brojno stanje (1770) iznosilo je oko 500 (Mooney). 
Na njihovo područje prvi dolazi 1826. Jedediah Strong Smith, a 1850. i do najezde naseljenika i kopača zlata. Danas su smješteni na rezervatu Laytonville; 600 (2000)

## Podijela
Kato Indijanci podijeljeni su na 19 bandi: 
- Ch'ninkaahlai'-kiiyaahaang
- Ch'ninkatchii'-kiiyaahaang
- Gaakee-kiiyaahaang
- Gaashtc'eeng'aading-kiiyaahaang
- Konteelhtc-kiiyaahaang
- Koshbii'-kiiyaahaang
- Nee'lhsowkot-kiiyaahaang (Nee'lhsowkii'-kiiyaahaang)
- Nee'lhtciiktiskot-kiiyaahaang
- Seenchaagh-kiiyaahaang (Seenchaahding-kiiyaahaang)
- Seetaahding-kiiyaahaang
- Seeyeehkwot-kiiyaahaang
- Siinteekot-kiiyaahaang (Siintkot-kiiyaahaang)
- Tc'eetinding-kiiyaahaang
- Tc'ibeetaahding-kiiyaahaang (Tc'ibeetaahkot-kiiyaahaang)
- Tc'indinteelhaahtc-kiiyaahaang
- Tl'oh-kiiyaahaang
- Toodjilhbii'-kiiyaahaang
- Tootagit-kiiyaahaang
- Yeehlinding-kiiyaahaang

## Vanjske poveznice
- Cahto Stories  Arhivirana inačica izvorne stranice od 1. svibnja 2006. (Wayback Machine)
- Cahto  Arhivirana inačica izvorne stranice od 29. lipnja 2006. (Wayback Machine)
- Cahto Band Names